# Angelika Neuner
Angelika Neuner (* 23. Dezember 1969 in Innsbruck) ist eine frühere österreichische Rennrodlerin.
Die ältere Schwester der Olympiasiegerin Doris Neuner gewann bei den Olympischen Winterspielen von Albertville 1992 hinter ihrer Schwester die Silbermedaille. Bei den Olympischen Spielen 1998 ließ sie eine Bronzemedaille folgen. 1994 und 2002 verpasste sie als Viertplatzierte eine weitere Medaille jeweils nur knapp. Bei den Weltmeisterschaften 1997 in Igls und bei den Europameisterschaften 1992 in Winterberg gewann die Athletin vom TS Innsbruck jeweils die Bronzemedaille. 1997 war Neuner Gesamtweltcupzweite, 2001 Dritte. Die Österreichische Meisterschaft konnte sie siebenmal gewinnen (1988, 1996–2001). Bei der Eröffnungsfeier der Olympischen Jugend-Winterspiele 2012 sprach sie stellvertretend für alle Trainer den olympischen Eid.

## Erfolge

### Weltcupsiege
Einzel
| Nr. | Datum         | Ort    | Bahn                      |
| --- | ------------- | ------ | ------------------------- |
| 1.  | 17. Feb. 1997 | Nagano | Bob-Rodel-Bahn in Asakawa |

## Auszeichnungen (Auszug)
- 1992: Silbernes Ehrenzeichen für Verdienste um die Republik Österreich
- 1998: Goldenes Verdienstzeichen der Republik Österreich